# Giải Âm nhạc châu Âu của MTV năm 2009
Giải MTV Europe Music Awards năm 2009 được tổ chức ở thành phố Berlin, Đức. Diễn ra vào ngày 21 tháng 9 năm 2009. Đây cũng là lần thứ 4 giải thưởng được tổ chức ở Đức. Beyonce Knowles là nghệ sĩ thắng lớn nhất tại đêm trao giải với 3 lần thắng cho Nữ nghệ sĩ xuất sắc nhất, Bài hát xuất sắc nhất cho ca khúc Halo, Video xuất sắc nhất cho Single Ladies (Put Ring On It).

## Trình diễn
- "Best Song Medley ("I Gotta Feeling" / "When Love Takes Over" / "Use Somebody" / "Halo" / "Poker Face")" Katy Perry
- "Sweet Dreams"—Beyoncé
- "Wheels" / "All My Life" —Foo Fighters
- "Know Your Enemy" / "Minority"—Green Day
- "Empire State of Mind"—Jay-Z
- "Happy" —Leona Lewis
- "Did It Again" —Shakira
- "World Behind My Wall" —Tokio Hotel
- "One" / "Magnificent" -U2
- "Sunday Bloody Sunday" — U2 & Jay-Z

## Người Công Bố Giải thưởng
| - Asia Argento - Backstreet Boys - David Guetta - Jean Reno - Juliette Lewis | - Miranda Cosgrove - Monica Bellucci - Joko Winterscheidt - Joss Stone | - Bar Refaeli - Boris Becker - Brody Jenner - Jonas Brothers - Batista | - David Hasselhoff - Lil Kim - Wladimir Klitschko - Jesse Metcalfe |

## International Awards

### Bài hát hay nhất
- Beyoncé — "Halo"
- The Black Eyed Peas — "I Gotta Feeling"
- David Guetta feat. Kelly Rowland — "When Love Takes Over"
- Kings of Leon — "Use Somebody"
- Lady Gaga — "Poker Face"

### Video xuất sắc nhất
- Beyoncé — "Single Ladies (Put a Ring on It)"
- Britney Spears — "Circus"
- Eminem — "We Made You"
- Katy Perry — "Waking Up in Vegas"
- Shakira — "She Wolf"

### Nữ nghệ sĩ xuất sắc nhất
- Beyoncé
- Lady Gaga
- Shakira
- Katy Perry
- Leona Lewis

### Nam nghệ sĩ xuất sắc nhất
- Eminem
- Jay-Z
- Kanye West
- Mika
- Robbie Williams

### Ban nhạc xuất sắc nhất
- The Black Eyed Peas
- Green Day
- Jonas Brothers
- Kings of Leon
- Tokio Hotel

### Nghệ sĩ mới xuất sắc nhất
- Daniel Merriweather
- La Roux
- Lady Gaga
- Pixie Lott
- Taylor Swift

### Nghệ sĩ nhạc Rock xuất sắc nhất
- Foo Fighters
- Green Day
- Kings of Leon
- Linkin Park
- U2

### Best Alternative
- Muse
- Paramore
- Placebo
- The Killers
- The Prodigy

### Nghệ sĩ Rap xuất sắc nhất
- Ciara
- Eminem
- Jay-Z
- Kanye West
- T.I.

### Trình diễn Live xuất sắc nhất
- Beyoncé
- Green Day
- Kings of Leon
- Lady Gaga
- U2

### Best World Stage Live Performance
- Coldplay
- Kid Rock
- Kings of Leon
- Lady Gaga
- Linkin Park

### Best European Act
- Deep Insight
- Lost
- Doda
- Dima Bilan
- maNga

### Best Push Artist
- Daniel Merriweather
- Hockey
- La Roux
- Little Boots
- Metro Station
- Pixie Lott
- The Veronicas
- White Lies

## Regional Awards

### Best UK & Ireland New Act
- Florence & The Machine
- La Roux
- Pixie Lott
- The Saturdays
- Tinchy Stryder

### Best German Act
- Jan Delay
- Peter Fox
- Silbermond
- Söhne Mannheims
- Sportfreunde Stiller

### Best Danish Act
- Dúné
- Jooks
- L.O.C.
- Medina
- Outlandish

### Best Finnish Act
- Apulanta
- Cheek
- Deep Insight
- Disco Ensemble
- Happoradio

### Best Norwegian Act
- Donkeyboy
- Maria Mena
- Paperboys
- Röyksopp
- Yoga Fire

### Best Swedish Act
- Adiam Dymott
- Agnes
- Darin
- Mando Diao
- Promoe

### Best Italian Act
- Giusy Ferreri
- J-Ax
- Lost
- Tiziano Ferro
- Zero Assoluto

### Best Dutch & Belgian Act
- Alain Clark
- The Black Box Revelation
- Esmée Denters
- Fedde le Grand
- Milow

### Best French Act
- David Guetta
- Olivia Ruiz
- Orelsan
- Rohff
- Sliimy

### Best Polish Act
- Afromental
- Ania Dąbrowska
- Doda
- Ewa Farna
- Jamal

### Best Spanish Act
- Fangoria
- Macaco
- Nena Daconte
- Russian Red
- We Are Standard

### Best Russian Act
- Centr
- Dima Bilan
- Kasta
- Sergey Lazarev
- Timati

### Best Romanian Act
- David Deejay feat. Dony
- Inna
- Puya feat. George Hora
- Smiley
- Tom Boxer feat. Jay

### Best Portuguese Act
- Buraka Som Sistema
- David Fonseca
- Os Pontos Negros
- X-Wife
- Xutos e Pontapés

### Best Adriatic Act
- Darkwood Dub
- Dubioza Kolektiv
- Elvis Jackson
- Lollobrigida Girls
- Superhiks

### Best Baltic Act
- Chungin & the Cats of Destiny
- DJ Ella
- Flamingo
- Leon Somov & Jazzu
- Popidiot

### Best Arabian Act
- Amr Mostafa
- Darine Hadchiti
- Joe Ashkar
- Ramy Sabry
- Rashed Al-Majed

### Best Hungarian Act
- Esclin Syndo
- The Idoru
- The Kolin
- The Moog
- Zagar

### Best Turkish Act
- Atiye Deniz
- Bedük
- Kenan Doğulu
- maNga
- Nil Karaibrahimgil

### Best Ukrainian Act
- Antytila
- Druga Rika
- Green Grey
- Kamon!!!
- Lama

### Best Greek Act
- Helena Paparizou
- Monika
- Matisse
- Onirama
- Professional Sinnerz

### Best Israeli Act
- Asaf Avidan & the Mojos
- Assaf Amdursky
- Infected Mushroom
- Ninet Tayeb
- Terry Poison

### Best Swiss Act
- Lovebugs
- Phenomden
- Ritschi
- Seven
- Stress

## Free Your Mind
- Mikhail Gorbachev [1]